# سیارک ۱۰۳۷۴۰
سیارک ۱۰۳۷۴۰ (به انگلیسی: 103740 Budinger، نامگذاری:2000CV110) صد و سه هزار و هفتصد و چهلمین سیارک کشف شده‌است که در ۶ فوریه ۲۰۰۰ کشف شد.